# جيولوجيا جزر القمر
سلسلة جزر القمر في قناة موزمبيق نتيجة انفصال مدغشقر عن أفريقيا بالإضافة إلى نشاط عمود الوشاح. وتتأثر المنطقة كثيرًا بالزلازل والتشوهات المرتبطة بنظام الصدع في شرق إفريقيا ، وتعتبر جزر القمر من أفضل الأماكن حول العالم لدراسة التفاعلات بين الصدع والبقع الساخنة. ولا تزال الجزر نشطة بركانيًا.

## الطبقات والتكتونيات
يعتبر موقع جزر القمر في قناة موزمبيق معقدًا تكتونيًا، بسبب إزاحة القارة الملغاشية الصغيرة من حافة القارة العظمى غندوانا.

### العصر الوسيط
من العصر البرمي حتى أوائل العصر الجوراسي، شهدت منطقة جزر القمر صدع كارو، بإتجاه الشمال الشرقي إلى الجنوب الغربي.
وخلال العصر الجوراسي الأوسط وأوائل العصر الطباشيري، تشكل حوض محيطي يمتد من الشمال إلى الجنوب.

### حقبة الحياة الحديثة
يعود تاريخ البراكين في جزر القمر إلى الماضي القريب من العصر البليوسيني والعصر البلستوسيني والعصر الهولوسيني . أقدم بركان في السلسلة عمره 7.7 مليون سنة، ويقع في جزيرة مايوت . البراكين أقدم في الشرق.
يبلغ عمر جزيرة أنجوان 3.9 مليون سنة، أما جزيرة موهيلي فعمرها 5 مليون سنة. جزيرة القمر الكبرى هي أصغر جزر العالم وعمرها 10 آلاف عام. اقترح بعض الجيولوجيين أن جزر القمر هي مثال لأحد أعمدة الوشاح الأساسية الإحدى عشر حول أنحاء العالم.
تنتج البراكين البازلت الزبرجدي القلوي، عُثِرَ أيضًا على كميات قليلة من صخور الفونوليت والحمم البركانية التروكيماوية. تتواجد صخور سكوريا والتوف البوزولاني في جزر أنجوان وموهيلي والقمر الكبري.
نشط نظام الصدع في شرق إفريقيا من 22 إلى 25 مليون سنة في العصر الميوسيني ، ويعتبر أحدث امتداد بحري.
يتسبب نظام الصدع في حدوث زلزال وتشوه تمددي وتكوين حفرة كيريمباس البحرية.

## المخاطر الطبيعية
يعد جبل القرطالة بركانًا نشطًا في جزيرة القمر الكبرى، ثار في أبريل 2005 ومايو 2006.

## الموارد الطبيعية
التعدين في جزر القمر محدود للغاية، باستثناء إنتاج مواد البناء.
أحيانًا، يتم استخراج المرجان لإنتاج الجير للخرسانة.

## أنظر أيضا
الحياة البرية في جزر القمر